# Peter Andraschke
Peter Andraschke (* 1. Dezember 1939 in Bielsko; † 25. März 2020 in Perchtoldsdorf in Niederösterreich) war ein deutscher Musikwissenschaftler.

## Leben
Er studierte Schulmusik und Musikwissenschaft in Freiburg im Breisgau, bei Thrasybulos Georgiades und Hans Heinrich Eggebrecht, außerdem auch Germanistik und Volkskunde in München, Berlin und Freiburg im Breisgau. Von 1969 bis 1982 war er wissenschaftlicher Assistent an der Universität Freiburg im Breisgau. Von 1988 bis zu seinem Ruhestand 2005 war er Professor für Musikgeschichte an der Justus-Liebig-Universität Gießen.

## Schriften (Auswahl)
- Gustav Mahlers IX. Symphonie. Kompositionsprozess und Analyse. Wiesbaden 1976, ISBN 3-515-02114-0.
- als Herausgeber: Der Reger-Schüler Fritz Lubrich (1888–1971). Dülmen 1989, ISBN 3-87466-126-1.
- als Herausgeber mit Edelgard Spaude: Welttheater. Die Künste im 19. Jahrhundert. Freiburg im Breisgau 1992, ISBN 3-7930-9069-8.
- als Herausgeber: Viktor Clariss Czajanek. Berlin 1996, ISBN 3-7861-1857-4.